# Jay Alford
Pour les articles homonymes, voir Alford.
(en) Statistiques sur pro-football-reference
Jason Jamaal Alford (né le 28 mai 1983 à Orange) est un joueur américain de football américain.

## Enfance
Alford étudie à la Orange High School du New Jersey où il joue dans l'équipe de football américain. Il va parti des meilleurs joueurs des cinquante meilleurs recrues du pays après sa dernière année lycéenne.

## Carrière

### Université
Il entre à l'université de Penn State où il est pendant quatre saisons titulaire. Il joue quarante-six matchs dont quarante-et-un comme titulaire où il fait 118 tacles, trente-deux tacles pour une perte de yards, dix-neuf sacks, quatre fumbles récupérés, trois provoquées et douze passes déviées.

### Professionnel
Jay Alford est sélectionné au troisième tour du draft de la NFL de 2007 par les Giants de New York au quatre-vingt-et-unième choix. Malgré ce choix, il ne va jamais se faire une place de titulaire parmi l'équipe des Giants. Néanmoins, Alford va participer au Super Bowl XLII durant lequel il va assurer la victoire à New York après avoir sacké le quarterback des Patriots de la Nouvelle-Angleterre Tom Brady. Lors de sa saison de rookie, il va servir de long snapper improvisé après le forfait de Ryan Kuehl jusqu'à la fin de saison. En 2009, Alford se blesse gravement et doit regarder la saison depuis les tribunes. Malgré sa participation au camp d'entraînement et aux matchs de pré-saison 2010, il n'est retenu dans l'équipe pour la saison et est libéré le 4 septembre 2010.
Le 8 septembre 2010, il signe avec les Raiders d'Oakland avec qui il entre au cours de quatre matchs avant d'être viré de l'effectif le 6 octobre. Le 27 janvier 2011, il signe avec les Seahawks de Seattle mais il n'est pas retenu pour la saison 2011 et libéré le 30 août.
Il se dirige vers les Destroyers de Virginie, évoluant en United Football League, avec qui il remporte le championnat UFL 2011. Il quitte le club après cette saison et rejoint les Roughriders de la Saskatchewan de la  Ligue canadienne de football mais il ne reste pas longtemps dans l'équipe canadienne.

## Palmarès
- Équipe de la conférence Big Ten 2005 et 2006
- Vainqueur du Jim O'Hora Award 2006
- Troisième équipe All-American 2006
- Vainqueur du Super Bowl XLII
- Champion UFL 2011